# Morti nel 1060
| Questa pagina contiene informazioni ricavate automaticamente dalle voci biografiche con l'ausilio del template Bio e di un bot. L'aggiornamento è periodico e automatico e ricostruisce completamente la pagina. Se manca una persona in questa lista, sei pregato di non aggiungerla, ma accertati piuttosto che la sua voce biografica contenga il template Bio e che i dati anagrafici siano correttamente compilati. Se il template Bio manca, inseriscilo tu stesso o, in alternativa, metti l'avviso {{tmp\|Bio}} che ne segnala la mancanza. Se i dati riportati sono sbagliati, correggi direttamente la voce biografica; le modifiche saranno visibili in questa lista entro pochi giorni. Per chiarimenti vedi il progetto biografie. La lista contiene solo le 18 persone che sono citate nell'enciclopedia e per le quali è stato implementato correttamente il template Bio. Pagina aggiornata al 10 feb 2025. |

- 15 gennaio - Al-Basasiri, militare turco
- 8 aprile - Baldwin di Salisburgo, arcivescovo cattolico tedesco
- 12 maggio - Matilde di Franconia, nobile tedesca
- 29 luglio - Enrico I di Lotaringia, nobile tedesco (n. 1000)
- 4 agosto - Enrico I di Francia, sovrano francese (n. 1008)
- 8 ottobre - Ugo V di Lusignano, nobile
- 14 ottobre - Domenico Loricato, presbitero italiano
- 14 novembre - Goffredo II d'Angiò, conte (n. 1006)
- 2 dicembre - Gebeardo III di Ratisbona, vescovo cattolico tedesco
- Altuncan Khatun, turca
- Andrea I d'Ungheria, sovrano
- Emund di Svezia, re norrena
- Gerardo, vescovo cattolico italiano
- Gualtiero di Civitate, cavaliere medievale normanno
- Ponzio II di Tolosa, sovrano franco
- Ugo I di Baux, francese (n. 981)
- Pandolfo III di Benevento, principe
- Ise no Taifu, poeta giapponese (n. 989)